# Tim Verschueren
Tim Verschueren (24 december 1978) is een Belgisch volleyballer.

## Levensloop
Verschueren begon op 6-jarige leeftijd te volleyballen bij VBK Smash Oud-Turnhout. In 2001 verliet hij deze club om aan de slag te gaan bij VC Averbode. Vervolgens kwam hij uit voor Volley Menen, VC Halen en Topvolley Antwerpen. In 2010 ging hij aan de slag bij Volley Asse-Lennik. Met deze club won hij in 2014-'15 de Beker van België en bereikte hij de halve finales van de CEV Cup. In de halve finale moesten ze het onderspit delven voor het Russische Dinamo Moskou. Vervolgens ging hij aan de slag bij Tectum Achel. Sinds 2022-'23 is hij speler-trainer bij Volley Noorderkempen.
Daarnaast was hij actief bij het Belgisch volleybalteam. Met de Red Dragons nam hij onder meer deel aan het Europees kampioenschap van 2013.
Ook was Verschueren actief in het beachvolleybal. Hij werd tweemaal vice-belgisch kampioen (2005 met Steven Steppe en in 2011 met Audry Frankart) en behaalde vijfmaal brons op het BK: In 2004 en 2006 met Steven Steppe, in 2009 met Steve Roelandt, in 2010 met Jeroen De Beleyr en in 2015 met Louis Vandecaveye.